# مطالعات علم

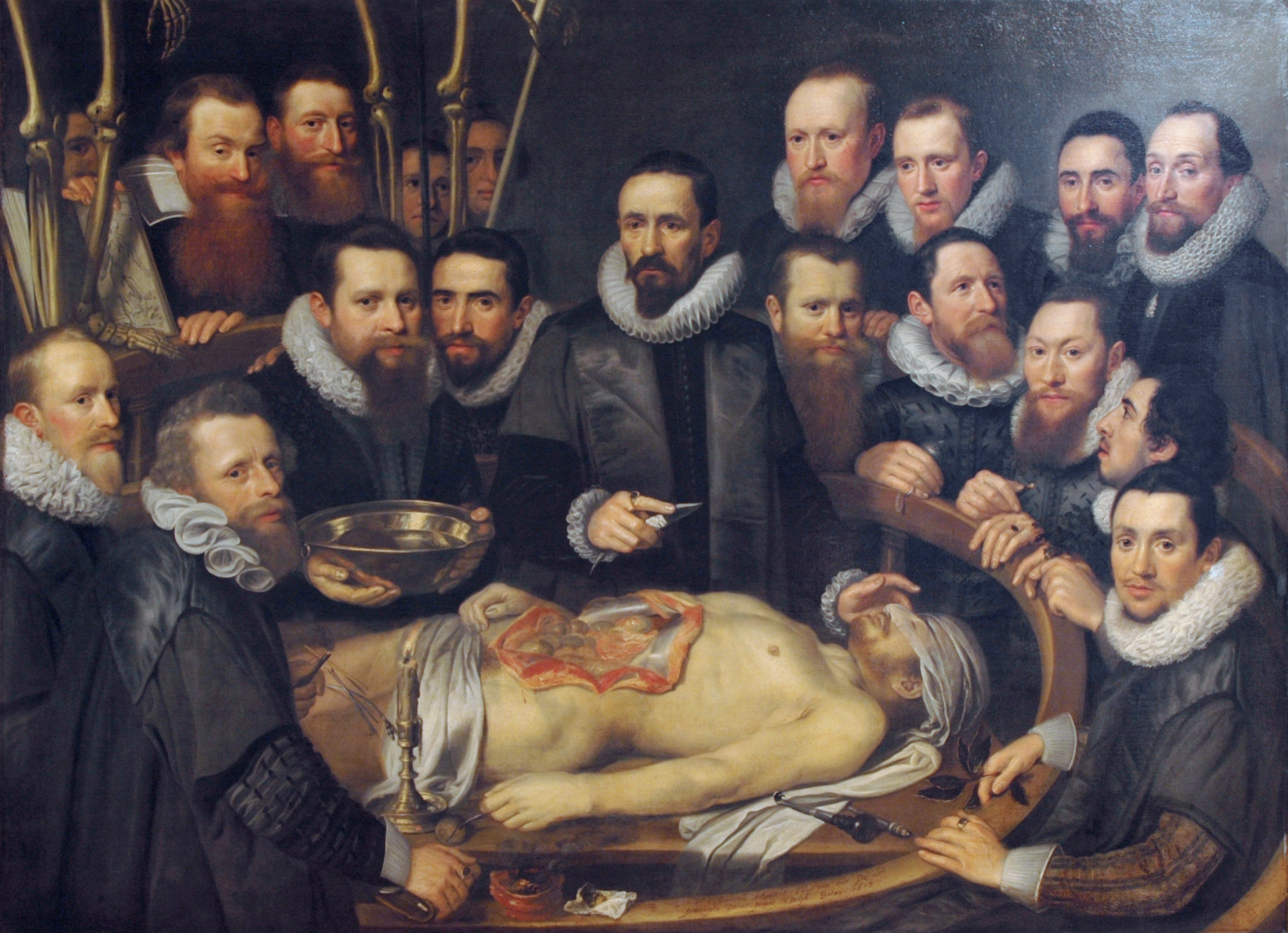
نقاشی مربوط به قرن ۱۷، مردانی درحال برسی آناتومی بدن

مطالعات علم (به انگلیسی: Science studies)، حوزه مطالعات پژوهشی میان‌رشته‌ای است که به دنبال قرار دادن تخصص‌های علمی در زمینه‌های گستردهٔ اجتماعی، تاریخی، و فلسفی است.
مطالعات علم حوزه‌ای میان‌رشته‌ای است که از قرن ۲۰ به بعد بخصوص اواخر دهه ۶۰ مطرح شد. این رشته به صورت کلی از جنبه‌های خاص به بررسی علم و باورهای علمی با توجه به نقش مهمی که در شکل‌گیری جوامع و جامعه مدرن داشته‌است، می‌پردازد و تاریخ علم، جامعه‌شناسی علم و فلسفه علم از حوزه‌هایی است که ذیل آن به شمار می‌آید. هر آنچه از فعالیت شناختی بشری که در مورد علم است به «مطالعات علم» مشهور است.
مطالعات علم به تاریخِ رشته‌های علمی، رابطهٔ متقابل با علم و جامعه، و اهداف گفتگوهای نهانی که زمینهٔ ادعاهای علمی می‌شوند، پیوند دارد. در حالی که منتقد علم است، امکان مشارکت عمومی گسترده‌تر در موضوعات سیاست‌های علمی را فراهم می‌سازد. واژهٔ «مطالعات» به این دلیل استفاده شده‌است (برای مثال، در تضاد با «نظریه») که بیش‌تر شاغلان مطالعات علم، بدون پذیرش نمایی خاص از موضوع به بررسی پدیدهٔ خاصی (قلمروی فناوری، فرهنگ آزمایشگاه، سیاست علم، نقش دانشگاه و امثال آن) می‌پردازند.